# Дроґошево (Мазовецьке воєводство)
Дроґошево (пол. Drogoszewo) — село в Польщі, у гміні Вишкув Вишковського повіту Мазовецького воєводства.
Населення — 683 особи (2011).
У 1975-1998 роках село належало до Остроленцького воєводства.

## Демографія
Демографічна структура станом на 31 березня 2011 року:
|          | Загалом | Допрацездатний вік | Працездатний вік | Постпрацездатний вік |
| -------- | ------- | ------------------ | ---------------- | -------------------- |
| Чоловіки | 360     | 77                 | 269              | 14                   |
| Жінки    | 323     | 65                 | 202              | 56                   |
| Разом    | 683     | 142                | 471              | 70                   |